# آندره کاستانه
آندره کاستانه (فرانسوی: André Castanet‎) دونده ۵۰۰۰ متر اهل فرانسه بود. از افتخارات وی میتوان به کسب مدال نقره ۵۰۰۰ متر تیمی در بازی‌های المپیک تابستانی ۱۹۰۰ اشاره کرد.